# ميخائيل ويلر
ميخائيل ويلر (بالإنجليزية: Michael Weller)‏ هو كاتب مسرحي وكاتب سيناريو وكاتب أمريكي، ولد في 1942 في نيويورك في الولايات المتحدة.

## وصلات خارجية
- ميخائيل ويلر على موقع IMDb (الإنجليزية)
- ميخائيل ويلر على موقع ألو سيني (الفرنسية)
- ميخائيل ويلر على موقع أول موفي (الإنجليزية)
- ميخائيل ويلر على موقع قاعدة بيانات برودواي على الإنترنت (الإنجليزية)
- ميخائيل ويلر على موقع قاعدة بيانات الأفلام السويدية (السويدية)
- ميخائيل ويلر على موقع قاعدة بيانات الفيلم (الإنجليزية)